# Zadzwinnie (stacja kolejowa)
Zadzwinnie (biał. Задзвінне; ros. Задвинье) – towarowa stacja kolejowa w miejscowości Witebsk, w obwodzie witebskim, na Białorusi.